# Cimitero di Montjuïc
Il cimitero di Montjuïc è un cimitero di Barcellona situato lungo il versante meridionale della montagna di Montjuïc.

## Storia
Inaugurato nel mese di marzo del 1883, venne realizzato a seguito dell'espansione demografica e alla necessità di risolvere il problema della mancanza di cimiteri. Nella Barcellona dell'epoca erano infatti diffusi piccoli cimiteri rionali, come quello di Poblenou, che però non bastavano alle necessità della Barcellona moderna.
Il cimitero di Montjuïc divenne quindi la soluzione momentanea al problema, che si ripresentò anni dopo quando anche Montjuïc divenne troppo piccolo e fu necessario creare un cimitero fuori dal territorio comunale, il cimitero di Collserola, della cui progettazione si occupò l'architetto municipale Leandre Albareda. 
Il cimitero di Montjuïc presenta uno stile architettonico eclettico in cui si notano già gli accenni al modernismo.
Nel 2004 è stata creata la "Rotta dei cimiteri" di Barcellona, per far conoscere l'attrattivo monumentale e turistico dei cimiteri della città.

## Personaggi illustri
- Àngel Guimerà (1845-1924), drammaturgo
- Santiago Rusiñol (1861-1931), pittore e scrittore
- Isaac Albéniz (1860-1909), musicista
- Francisco Ferrer Guardia (1859-1909), pedagogo anarchico
- Anselmo Lorenzo (1841-1914), teorico anarchico, fondatore della Confederación Nacional del Trabajo
- Francesc Layret (1880-1920), avvocato
- Salvador Seguí Rubinat, sindacalista anarchico (1887-1923),
- Joan Gamper (1877-1930), fondatore del FC Barcellona
- Joan Miró (1893-1983), pittore
- Ramon Casas (1866-1932), pittore
- Raquel Meller (1888-1962), attrice e cantante
- Federico Mompou (1893-1987), musicista
- Apel·les Mestres (1854-1936), scrittore, disegnatore e musicista
- Joan Salvat Papasseit (1894-1924), poeta
- Josep Maria de Sagarra (1894-1961), scrittore
- Josep Carner (1884-1970), poeta
- Montserrat Roig (1946-1991), scrittrice
- Ricardo Zamora (1901-1978), calciatore
- Juan Antonio Samaranch (1920-2010), dirigente sportivo
- Joaquín Blume (1933-1959), ginnasta
- Ildefons Cerdà (1815-1876), architetto e urbanista
- Francisco Ascaso (1901-1936), anarchico
- Buenaventura Durruti (1896-1936), militante anarchico
- Ángel Pestaña, (1886-1937), militante anarchico
- Lluís Companys i Jover (1882-1940), presidente della Generalitat de Catalunya
- Francesc Macià (1859-1933), presidente della Generalitat de Catalunya
- Francesc Cambó (1876-1947), politico conservatore
- Juan Ventosa Calvell (1879-1959), politico e ministro
- Josep Lluís Facerías (1920-1957), guerrigliero antifranchista e anarchico
- Enric Prat de la Riba (1870-1917), politico conservatore
- Salvador Puig Antich (1948-1974), anarchico giustiziato durante il franchismo
- Josep Maria de Porcioles (1904-1993), sindaco di Barcellona
- Hans Beimler (1895-1936), politico tedesco e brigatista
- Jacint Verdaguer (1845-1902), poeta e scrittore
- Manuel Maucci (1859-1937), editore
- Leandre Albareda i Petit (1852-1912), architetto
- Mario Angeloni, antifascista italiano caduto durante la guerra civile spagnola (1896-1936)